# Willow Tearooms

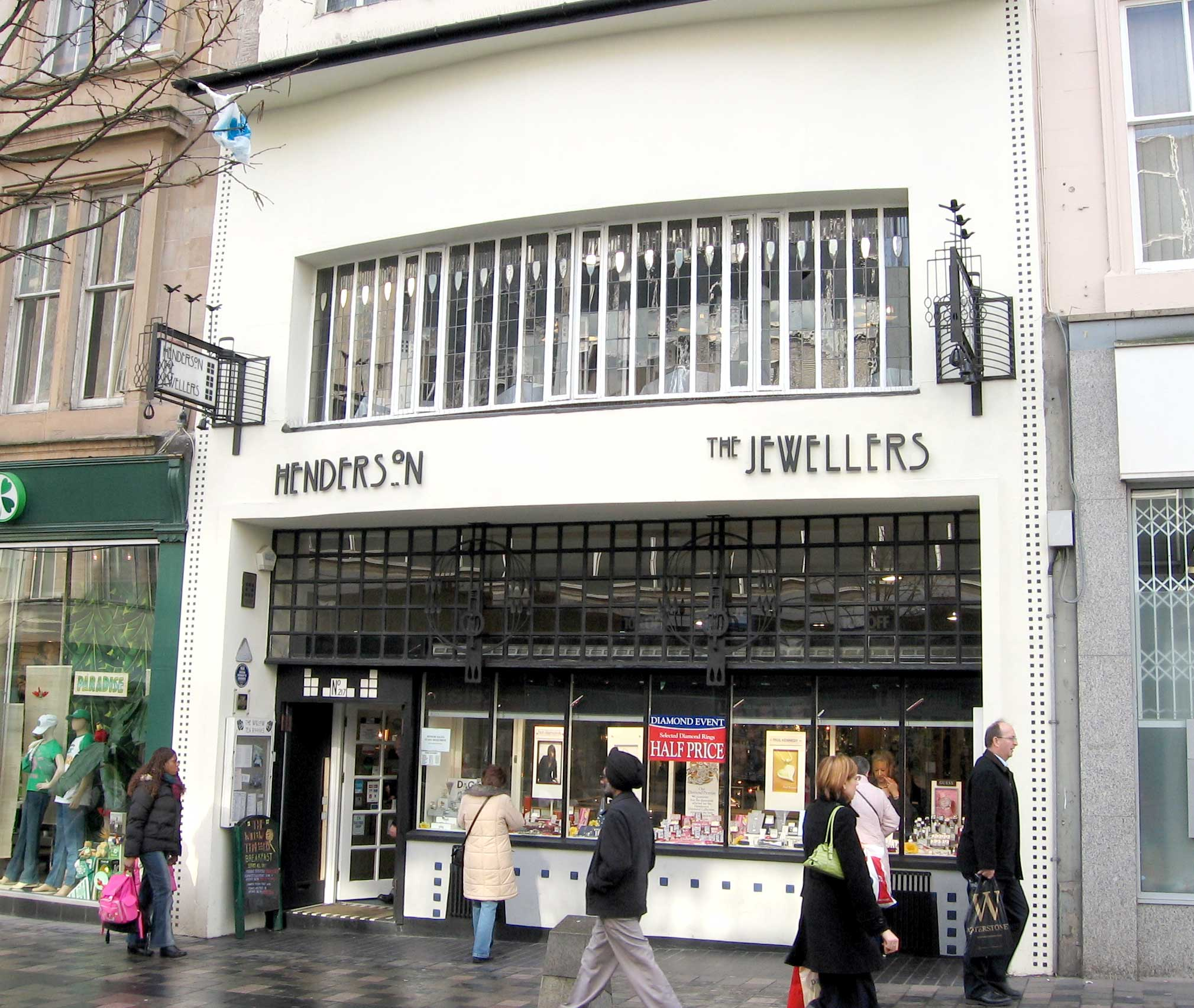
Façade du Willow Tea Rooms.

Le Willow Tearooms est à l’origine un salon de thé situé au 217, rue Sauchiehall à Glasgow en Écosse. Le commerce, conçu par l’architecte Charles Rennie Mackintosh pour Catherine Cranston entrepreneuse et mécène locale, ouvre ses portes en octobre 1903. Le lieu gagne rapidement en popularité et devient le plus célèbre des nombreux salons de thé de la ville qui essaiment à la charnière des XIXe et XXe siècles. Au fil des ans et à la suite de divers changements de propriétaires et d'utilisation, le bâtiment se détériore jusqu'à ce qu'il soit acheté en 2014 par The Willow Tea Rooms Trust afin d'empêcher la vente forcée du bâtiment, la fermeture des salons de thé et la perte de son mobilier au profit de collectionneurs. Le salon est entièrement restauré en grande partie selon les plans originaux de Mackintosh entre 2014 et 2018. Il rouvre en juillet 2018 sous le nom de Mackintosh at The Willow.

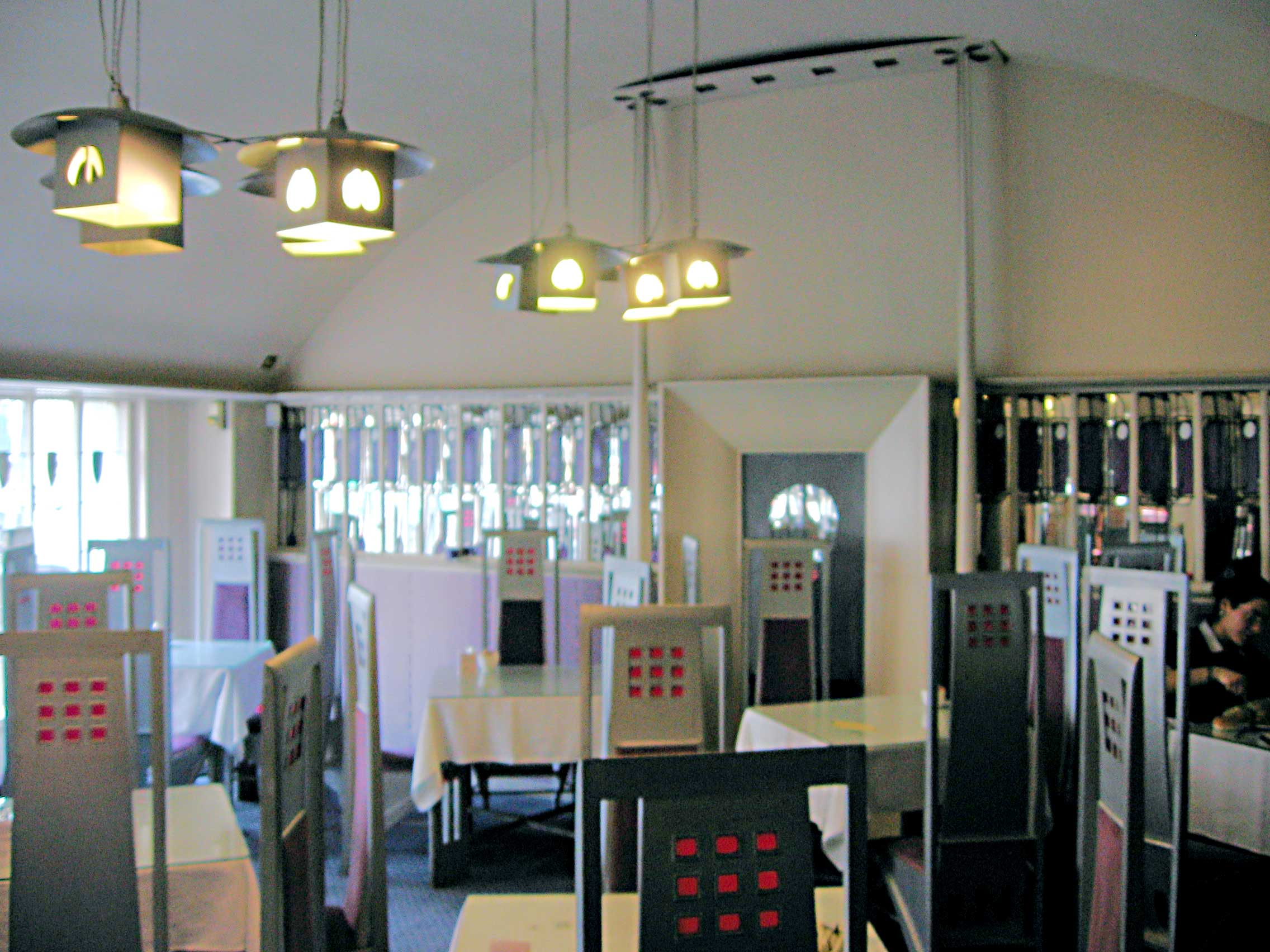
Room de Luxe
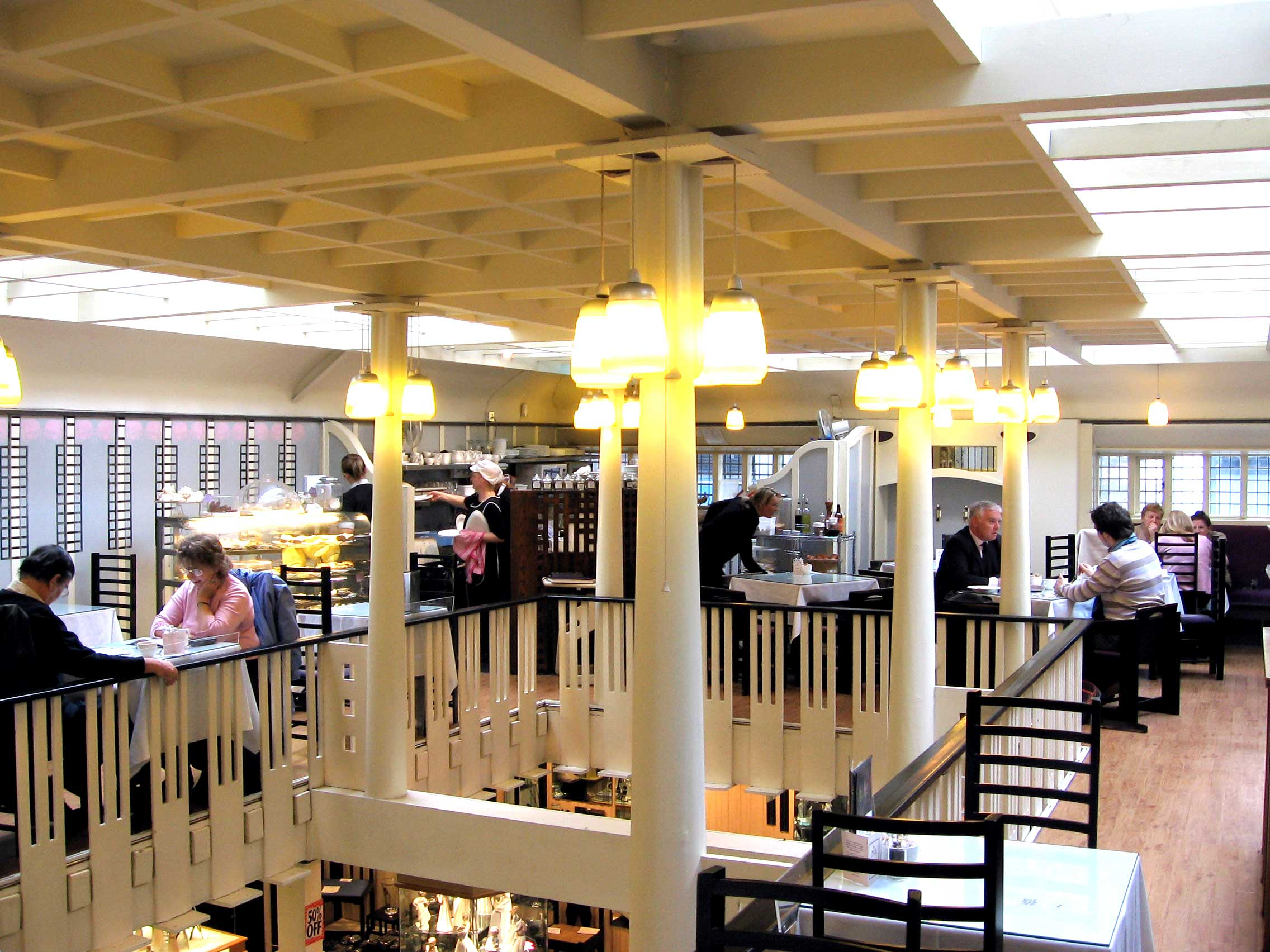
Salon de thé
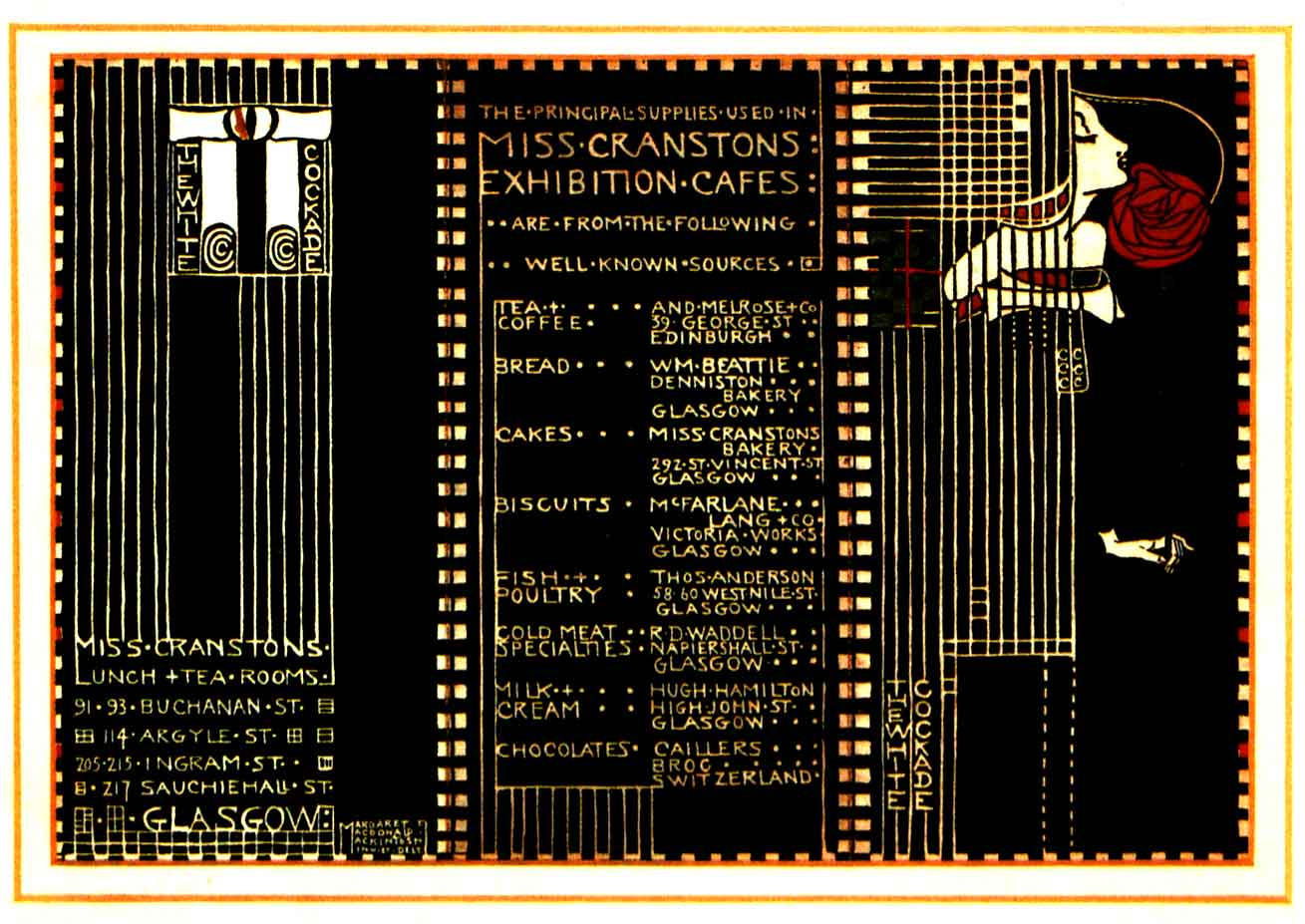
Menu des salons en 1911